# Night Sports
Night Sports è il quinto album in studio del gruppo musicale statunitense 3OH!3, pubblicato nel 2016.

## Tracce
1. Fire in the Heavens – 2:22
2. Hear Me Now – 3:22
3. Mad at You – 3:23
4. Freak Your Mind – 3:48
5. Give Me Something to Remember – 3:38
6. 7-11 – 3:18
7. BASMF – 2:55
8. My Dick – 3:23
9. Inside Boy – 3:07
10. Claustrophobia – 3:26
11. Hologram – 5:16